# 松下保綱
松下 保綱（まつした やすつな、生没年不明）は江戸時代後期の武士。

## 概要
安永2年（1773年）12月27日には松下氏の家督を継ぎ、同13年3月22日に徳川家治に仕えた。同年12月29日には御書院の番士に列し、寛政5年（1793年）7月10日には御徒の頭に転じ、同年12月16日には布衣の着用を許された。同6年6月29日には駿府の町奉行、同9年11月26日には京都の町奉行を務め、同年12月1日には従五位下・信濃守に叙任された。